# Siracusa
Siracusa (em siciliano Saraùsa) é uma comuna italiana da região da Sicília, província de Siracusa, com cerca de 121 000 habitantes. Estende-se por uma área de 204 km², tendo uma densidade populacional de 593 hab/km². Faz fronteira com Avola, Canicattini Bagni, Floridia, Melilli, Noto, Palazzolo Acreide, Priolo Gargallo, Solarino. Siracusa é cidade natal de Santa Luzia, que teria nascido nesta localidade aproximadamente no ano de 283 d.C, e falecido no ano de 304. Pela fé da Igreja Católica, Santa Luzia protege as pessoas com problemas de visão, assim como os oftalmologistas.

## História
Siracusa foi fundada por Árquias de Corinto, a comando do oráculo de Delfos. Árquias, um heráclida, havia causado um tumulto que levou ao assassinato de Acteão (filho de Melisso), e, como os coríntios não puniram os assassinos, Melisso se matou em protesto. Para debelar a cólera do deus Posidão, Árquias foi para a Sicília e fundou Siracusa. A fundação da cidade foi em cerca de 734 a.C..
Foi cidade-Estado até ser conquistada pelos romanos em 212 a.C.. Arquimedes, o matemático e inventor grego, morreu no massacre que se seguiu à rendição da cidade.

### Tiranos de Siracusa
Os monarcas de Siracusa são quase sempre chamados de tiranos e não de basileus (reis); uma exceção foi Agátocles de Siracusa, que tinha o título de rei.

## Demografia
| Variação demográfica do município entre 1861 e 2011                               |
|                                                                                   |
| Fonte: Istituto Nazionale di Statistica (ISTAT) - Elaboração gráfica da Wikipedia |